# 沈銳
沈銳（1448年—？），字文進，浙江杭州府仁和縣人，民籍。明朝政治人物。

## 生平
成化四年（1468年）戊子科浙江鄉試第七十八名。成化五年（1469年）乙丑科二甲第四十名進士，十四年九月由刑部员外郎升江西按察司僉事，以江西新昌县恶党毛鳳事，十八年五月贬雲南廣西府通判，改徽州府通判，弘治三年（1490年）三月升廣東佥事，六年正月督理盐法，丁憂服闋，九年二月復除江西，十四年四月升本司副使，十八年二月升廣西按察使，正德元年（1506年）五月升廣東左布政使，二年閏正月升順天府府尹，尋調應天府，三年四月累官南京刑部右侍郎，四年五月乞休歸。

## 家族
曾祖父沈德榮。祖父沈定之。父亲沈珍。